# Беляков Михайло Васильович
Михайло Васильович Беляков (рос. Михаил Васильевич Беляков; 1895, Мала Вішера — 1978, Київ) — радянський військовий діяч, генерал-майор артилерії.

## Біографія
Народився в 1895 році в місті Малій Вішері (нині — Новгородська область). Росіянин. У 1918 році він пішов на службу в Робітничо-селянську Червону армію. Брав участь в боях Громадянської війни. Після її закінчення продовжив службу в армії. Член ВКП(б).
У 1930-ті роки закінчив Військову артилерійську академію імені Ф. Е. Дзержинського. У 1938 році він був призначений на посаду начальника Подільського артилерійського училища. 31 жовтня 1938 року йому було присвоєно військове звання комбрига. Влітку 1940 року направлений до Німеччини на посаду помічника військового аташе посольства СРСР в Німеччині Максима Олексійовича Пуркаєва. Після відкликання Пуркаєва до Москви виконував обов'язки військового аташе посольства СРСР в Німеччині.
З серпня 1943 року знаходився в частинах діючої армії на фронтах німецько-радянської війни. Командував спочатку артилерією 3-й гвардійської танкової дивізії, а згодом — 3-го гвардійського танкового корпусу. Брав участь у всіх бойових операціях корпусу, організовував артилерійську підтримку. Корпусні артилерія особливо відзначилася під час боїв на території Німеччини на завершальному етапі війни. 

Могила Михайла Белякова

Після закінчення війни продовжив службу в Радянській армії. Йому було присвоєно військове звання генерал-майора артилерії. Після звільнення в запас проживав в Києві. Помер в 1978 році, похований на Лук'янівському військовому кладовищі.

## Нагороди
Нагороджений двома орденами Леніна, чотирма орденами Червоного Прапора, орденом Вітчизняної війни 1-го ступеня і низкою медалей, зокрема «XX років Робітничо-Селянській Червоній Армії».